# Апалачка саламандра
Апалачките саламандри (Plethodon jordani) са вид земноводни от семейство Безбелодробни саламандри (Plethodontidae).
Срещат се в ограничен район в южната част на Апалачите.
Таксонът е описан за пръв път от американския естественик Уилис Станли Блачли през 1901 година.